# Gare de Cravant - Bazarnes
Gare de Cravant - Bazarnes vasútállomás Franciaországban, Cravant településen.

## Vasútvonalak
Az állomást az alábbi vasútvonalak érintik:
- Laroche-Migennes-Cosne-vasútvonal
- Cravant - Bazarnes-Dracy-Saint-Loup-vasútvonal

## Kapcsolódó állomások
A vasútállomáshoz az alábbi állomások vannak a legközelebb:
- Gare de Vincelles (Paris Gare de Bercy)
- Gare de Mailly-la-Ville et PN 41 (Gare de Corbigny)
- Gare d’Accolay (Gare d’Avallon)